# Gerlfangen
Gerlfangen ist ein Ortsteil der Gemeinde Rehlingen-Siersburg im Landkreis Saarlouis (Saarland) und liegt auf einer Anhöhe im nördlichen Saar-Nied-Winkel.

## Geographie
Gerlfangen hat 741 Einwohner (Stand: 31. Dezember 2005) und ist mit 356 m ü. NN der höchstgelegene Ortsteil in der Gemeinde. Gerlfangen hat eine Fläche von 431 ha und ist das zentrale Dorf des Saarlouiser Nordgaus. Der landwirtschaftlich geprägte Ort ist umgeben von Streuobstwiesen, auf denen auch Mispeln zu finden sind. Sie werden zu Obstbrand verarbeitet.
Die Obstblüte und der allgemeine Vegetationsbeginn liegen relativ spät, was an der exponierten Höhenlage sowie den schweren Böden liegt. Der Saargau ist vom atlantischen Klima beeinflusst. Die Luftfeuchtigkeit sinkt nicht unter 70 %, absolute Windstille herrscht nur an 4 % aller Tage. Neben langen Sonnenscheinperioden sind zahlreiche Sommergewitter für die Gegend typisch; die ergiebigsten Niederschläge fallen im August.

## Geschichte
Elf eisenzeitliche Hügelgräber deuten auf frühe Besiedlung der Gegend. Auch Spuren von Bewohnern aus gallorömischer Zeit zeugen von der langen Ortsgeschichte. Aus der Zeit der fränkischen Landnahme stammt vermutlich der Ortsname, der damals noch Gerelfingen gelautet haben dürfte.
Laut einer Urkunde aus dem Jahr 1030 machte Jutta, die Gattin des Herzogs Adalbert von Lothringen, dem Kloster St. Matthias in Trier Geschenke, die zum Teil mit Gerlfangen zusammenhingen. Jutta war auch die Stifterin der Abtei zum heiligen Kreuz in Bouzonville, und auch die Gerlfanger Kirche war früh dem heiligen Kreuz geweiht.
Bis 1766 gehörte Gerlfangen zum Herzogtum Lothringen.
Im benachbarten Fürweiler wurde 1944 gegen Ende des Zweiten Weltkrieges ein Lager für 229 Zwangsarbeiter, die zu Schanzarbeiten verwendet wurden, eingerichtet.
Bis Ende 1973 war Gerlfangen eine eigenständige Gemeinde. Im Zuge der Gebiets- und Verwaltungsreform wurde die bis dahin eigenständige Gemeinde Gerlfangen am 1. Januar 1974 ein Ortsteil der Gemeinde Rehlingen, die später in Rehlingen-Siersburg umbenannt wurde.

### Wettbewerb „Unser Dorf hat Zukunft“
2011 nahm Gerlfangen am Kreiswettbewerb von Unser Dorf hat Zukunft teil und gewann die Goldmedaille. Durch den Sieg war Gerlfangen für den Landeswettbewerb 2012 qualifiziert, den es gewann. Gerlfangen vertrat daher das Saarland 2013 beim Bundeswettbewerb. Am 13. Juni 2013 besuchte eine Bundesbewertungskommission Gerlfangen. Am 26. Juni wurden die Medaillen vergeben und Gerlfangen mit 6 weiteren Dörfern mit Bronze bedacht.
Im Januar 2014 durfte eine 30-köpfige Delegation aus Gerlfangen auf der Grünen Woche im Berliner Messezentrum die Medaille von Landwirtschaftsminister Friedrich in Empfang nehmen. Zwei Monate später fand ein Empfang im Schloss Bellevue durch Bundespräsident Joachim Gauck statt.

## Politik

### Ortsrat

#### Ab 2019
Bei der Kommunalwahl 2019 trat die CDU Gerlfangen nicht mehr mit einer eigenen Liste zu den Wahlen an. Somit lag nur ein Wahlvorschlag der SPD Gerlfangen dem Gemeindewahlleiter vor. Es fand daher eine Mehrheitswahl statt. Die Gerlfanger konnten aus 18 Personen den neuen Ortsrat wählen. Der Ortsrat in Gerlfangen besteht weiterhin aus 9 Mitglieder. In der konstituierenden Ortsratssitzung wurde Thomas Hoffmann (SPD) wieder zum Ortsvorsteher gewählt und Jörg Wilhelm (SPD) zu seinem Stellvertreter. Auch in der Wahlperiode 2019–2024 wird Gerlfangen mit einem Sitz im Gemeinderat Rehlingen-Siersburg vertreten sein. Wie schon in der Wahlperiode 2014–2019 wird Joshua Pawlak (SPD) das Mandat übernehmen. In der konstituierenden Gemeinderatssitzung wurde dieser zum 1. Beigeordneten der Gemeinde Rehlingen-Siersburg gewählt.

#### 2014–2019
Der Gerlfanger Ortsrat bestand aus neun Mitgliedern. Nach der Kommunalwahl 2014 hatte die SPD 6 Sitze und die CDU 3 Sitze im Gerlfanger Ortsrat.
Einstimmig wurde Thomas Hoffmann (SPD) als Ortsvorsteher vom Ortsrat wiedergewählt. Als sein Stellvertreter wurde Jörg Wilhelm (SPD) gewählt. Thomas Hoffmann übernahm 2012 das Amt des Ortsvorstehers von Leo Petry, der zuvor 27 Jahre Ortsvorsteher von Gerlfangen war. In dieser Wahlperiode wurde auch der Gerlfanger Joshua Pawlak in den Gemeinderat gewählt. Von diesem wurde er in der konstituierenden Sitzung auch zum Beigeordneten der Gemeinde und somit zum Vertreter von Bürgermeister a. D. Martin Silvanus (SPD) gewählt.

### Wappen
Das Wappen zeigt ein silbernes Schildhaupt mit rotem Kreuz, das auf die Zugehörigkeit zum Bistum Trier hinweist. Darunter wird ein silberner, gestümmelter Adler von zwei goldenen Ähren flankiert. Unter dem Adler ist goldenes Mauerwerk zu sehen. Während der Wappen eine Reminiszenz an die Lothringer Zeit darstellt und aus dem Wappen der Lothringer übernommen ist, symbolisieren die Ähren und das Mauerwerk die beiden Haupteinkommensquellen der Gegend: Landwirtschaft und Bauhandwerk.

## Kultur und Sehenswürdigkeiten

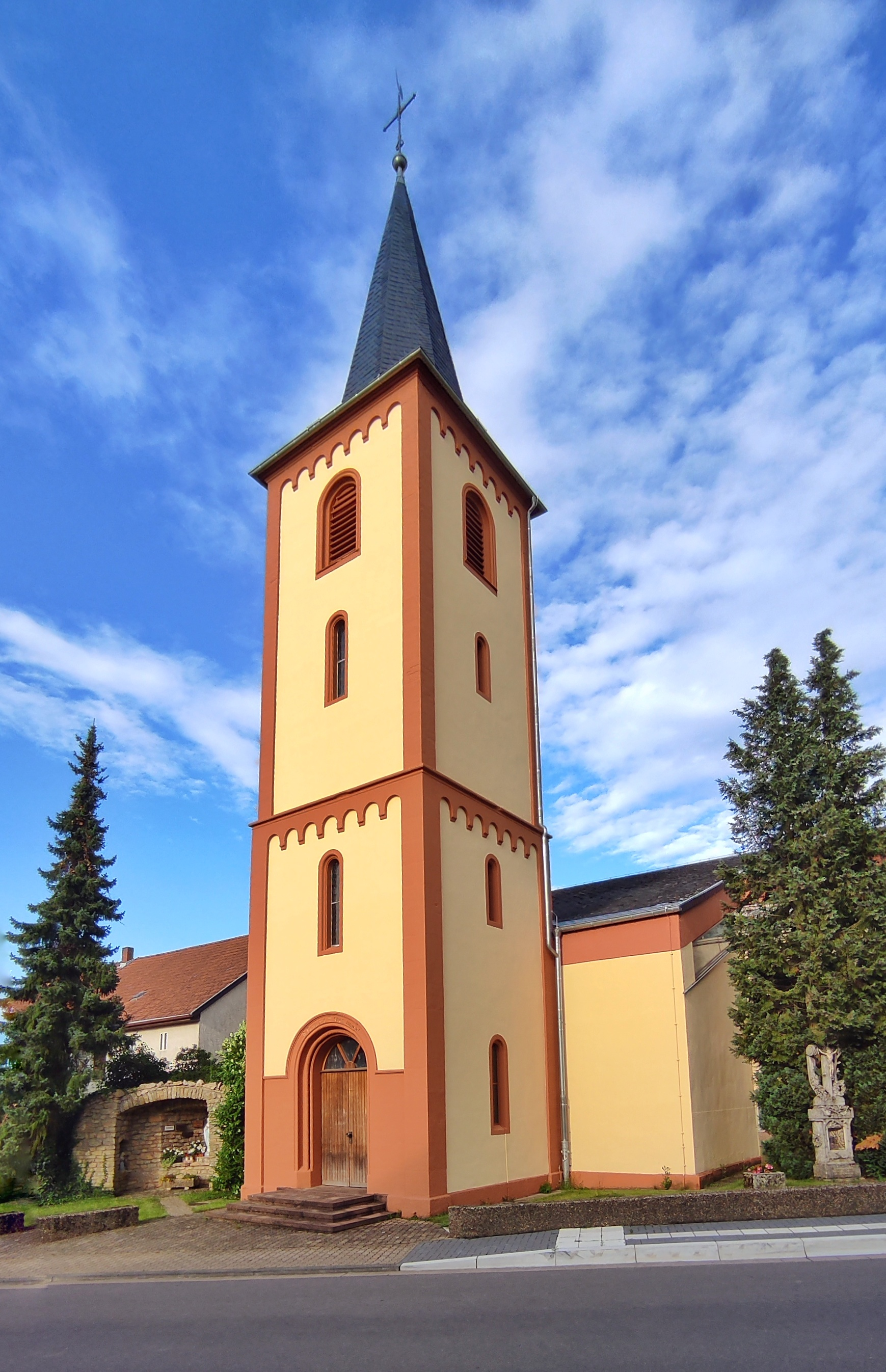
Kirche

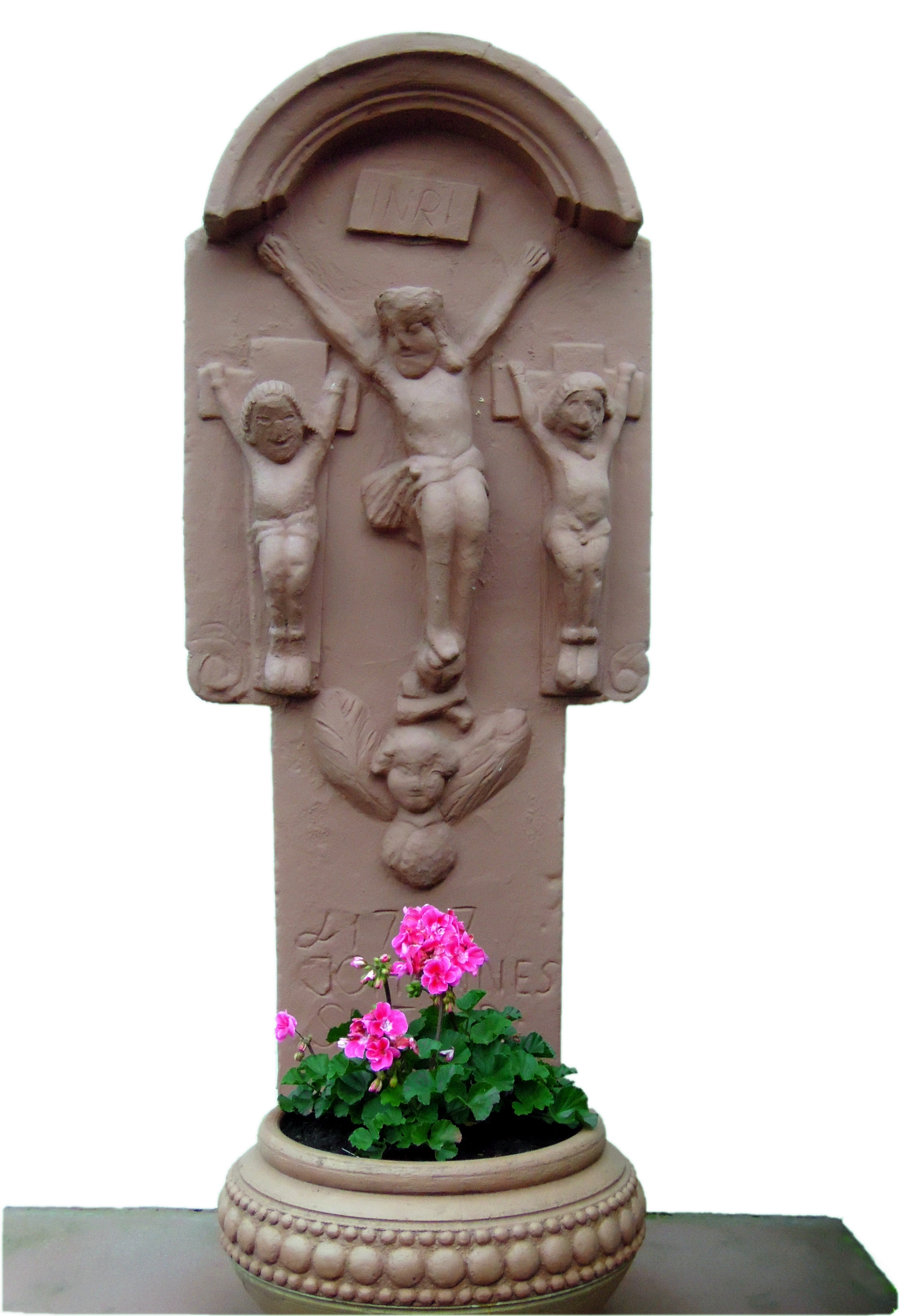
Kreuzigungsgruppe

Die heutige Pfarrkirche geht auf ein Bauwerk aus dem 15. Jahrhundert zurück, das 1864 weitgehend einem Neubau weichen musste. Von dieser Kirche aus dem 19. Jahrhundert ist der Turm erhalten; der Rest des heutigen Kirchengebäudes stammt aus der zweiten Hälfte des 20. Jahrhunderts.
In und um Gerlfangen blieben zahlreiche Dorf- und Wegkreuze erhalten. In der Keltenstraße befindet sich außerdem eine sandsteinerne Kreuzigungsgruppe aus dem Jahr 1727. Auch eine Mariengrotte zeugt von der Verbreitung des katholischen Glaubens in und um Gerlfangen.
In einem Lothringer Bauernhaus im Lommerweg sind die Lebensumstände früherer Generationen dokumentiert; dazu gehört auch die in der Scheune untergebrachte Sammlung von Werkzeugen und Arbeitsmitteln.
In der ehemaligen Gerlfanger Schule befindet sich seit Oktober 2007 die kulturelle Einrichtung Schäslong, zu der auch eine Bücherei gehört.

### Regelmäßige Veranstaltungen
Eine regelmäßige Veranstaltung ist die Quetschenkirmes im September. Am Gerlfanger Weihnachtsmarkt entstanden, der 2014 zum 4. Mal stattfindet, dürfen nur Personen und Vereine aus Gerlfangen teilnehmen.

### Vereine
Neben der Freiwilligen Feuerwehr, dem Musikverein Loreley, einem Pensionärsverein und weiteren kulturellen und gesellschaftlichen Gruppierungen bietet der Jugendtreff Gerlfangen bereits seit 1985 eine Kulturstätte für Jugendliche und jung gebliebene Mitbürger aus der Region.
Der Förderverein Naturparkdorf Gerlfangen e. V. veranstaltet jährlich Frühjahrs- und Herbstwanderungen sowie die Bärlauchtage. Auch der Tag der offenen Gärten ist über die Grenzen der Gemeinde bekannt.

## Wirtschaft und Infrastruktur

### Bildung
Das AWO Kinderhaus Gerlfangen wird auch von Kindern aus den umliegenden Dörfern besucht. Die Grundschüler besuchen die Niedschule in Hemmersdorf. Im Rahmen der Freiwilligen Ganztagesschule können sie dort auch nachmittags betreut werden und ein Mittagessen erhalten. In Rehlingen gibt es eine Erweiterte Realschule.

### Mehrgenerationenhaus und Gerlfanger Dorfhaus
Im September 2011 wurde nach langer Stagnation in Gerlfangen, ausgelöst durch die Schließung der Grundschule durch die damalige Landesregierung (2005) mit dem Umbau der ehemaligen Grundschule zum Mehrgenerationenhaus begonnen. 2½ Jahre dauerte die Arbeiten, um den ersten Bauabschnitt abzuschließen.
Große Teile des Umbaus wurde durch ehrenamtliche Handwerker (u. a. Gipser, Fliesenleger, Anstreicher, Maurer, Schreiner) geleistet. Knapp 2600 Arbeitsstunden wurden so von knapp 70 verschiedenen Helfern geleistet. Hinzu kommen knapp 3000 ehrenamtliche Planungsstunden, die durch die regelmäßigen Planungstreffen zwischen den Mitgliedern des Bürgervereins „Miteinander und Füreinander“ Gerlfangen e. V. mit der Gemeinde, dem Architekten und der Planungsfirma entstanden sind. Im Februar 2014 wurde der Flur, der Veranstaltungsraum, das Dorfcafé sowie die WC-Anlagen mit Umweltminister Reinhold Jost und Landrat Patrick Lauer eröffnet. In Planung und Umbau befinden sich noch das Beratungsbüro, das in Zukunft als direkte Anlaufstelle für die Menschen auf dem Nordgau dienen soll. Seit Eröffnung des Dorfhauses können die Bewohner des Nordgaus sowie die vielen verschiedenen Gäste sich im Dorfcafé treffen und austauschen.
Im Gerlfanger Dorfhaus befindet sich ebenfalls die Bücherei „Schäslong“ des Förderverein Naturparkdorf Gerlfangen e. V. sowie deren Vereinsraum, der Musikverein Gerlfangen, der Renter- und Seniorenverein Gerlfangen mit Vereinsraum und PC-Raum, die Freiwillige Feuerwehr Gerlfangen und das Jugendtreff Gerlfangen.